# Ismaïl Sghyr
Ismaïl Sghyr (arabisch اسماعيل صغير; * 16. März 1972 in Douar Ain Chaib bei Ouled Teima, Provinz Taroudannt) ist ein französischer Langstreckenläufer marokkanischer Herkunft.
1988 zog er nach Bordeaux. Bei den Leichtathletik-Weltmeisterschaften 1995 in Göteborg wurde er über 5000 m Vierter und bei den Olympischen Spielen 1996 in Atlanta über dieselbe Distanz Elfter. Bei den Crosslauf-Weltmeisterschaften wurde er 1996 und 1997 jeweils Achter. Ebenfalls 1997 gewann er Bronze bei den Leichtathletik-Hallenweltmeisterschaften in Paris über 3000 m und Gold bei den Mittelmeerspielen über 10.000 m. Bei den Weltmeisterschaften in Athen wurde er Vierter über 5000 m. Zwei Jahre später kam er bei den Weltmeisterschaften in Sevilla über 10.000 m auf den 15. Platz und siegte bei der Course de l’Escalade.
Am 24. September desselben Jahres wurde er französischer Staatsbürger. Bei den Olympischen Spielen 2000 fehlte er, weil ihm der marokkanische Verband die Freigabe verweigerte.
2001 wurde er, nun für Frankreich startend, über 5000 m Fünfter bei den Weltmeisterschaften in Edmonton, und im Jahr darauf gewann er über dieselbe Distanz Silber bei den Europameisterschaften in München.
2003 wurde er jeweils Zehnter bei den Weltmeisterschaften in Paris/Saint-Denis über 10.000 m und beim Amsterdam-Marathon. Im Jahr darauf wurde er Achter beim Paris-Halbmarathon, belegte bei den Olympischen Spielen in Athen den achten Platz über 10.000 m und wurde Dritter beim Great North Run.
Ebenfalls Dritter wurde er zu Beginn der folgenden Saison beim Paris-Halbmarathon. Beim Rotterdam-Marathon kam er auf Platz 16 und qualifizierte sich für den Marathon der Weltmeisterschaften in Helsinki, bei dem er, von Krämpfen geplagt, jedoch nur auf den 55. Platz kam.
Ismaïl Sghyr ist 1,68 m groß und wiegt 50 kg. Er wurde von Abdelkader Kada trainiert und startete zunächst für Stade Bordeaux, später für UA Gujan-Mestras.

## Persönliche Bestzeiten
- 1500 m: 3:36,20 min, 21. Juni 1995, Talence
- 2000 m: 4:52,88 min, 12. Juli 1995, Nizza
- 3000 m: 7:30,09 min, 25. Juli 1995, Monaco
  - Halle: 7:37,93 min, 16. Februar 1997, Liévin
- 5000 m: 12:58,83 min, 28. Juli 2000, Oslo (aktueller französischer Rekord)
- 10.000 m: 27:12,39 min, 30. Juli 1999, Stockholm
- Halbmarathon: 1:02:24 h, 7. März 2004, Paris
- Marathon: 2:11:27 h, 19. Oktober 2003, Amsterdam